# Mất tháng 1 năm 2012
Dưới đây là danh sách những cái chết đáng chú ý trong tháng 1 năm năm 2012.
Các mục được liệt kê theo ngày. Một mục điển hình sẽ liệt kê các thông tin theo cấu trúc sau:
- Tên, tuổi, nghề nghiệp và quốc tịch, nguyên nhân cái chết, chú thích (và ngôn ngữ dùng trong chú thích, nếu khác tiếng Việt và tiếng Anh).

## Tháng 1 năm 2011

### 31
- Stefano Angeleri, 85, cầu thủ bóng đá Ý.  (tiếng Ý)

### 30
- Don Blenkarn, 81, chính trị gia Canada.  Lưu trữ ngày 1 tháng 1 năm 2013 tại archive.today

### 29
- Oscar Luigi Scalfaro, 93, cựu Tổng thống Ý. [liên kết hỏng]

### 28
- Diana Bliss, 57, cố vấn quan hệ công chúng Australia, vợ của Alan Bond.

### 27
- Jeannette Hamby, 78, chính trị gia Mỹ, biến chứng từ đột quỵ và ung thư.
- Dzhamaleim Mutaliyev, 35, thủ lĩnh quân nổi dậy Nga, bị bắn.
- Pavel Vancea, 47, vận động viên karate Romania, World Champion (1993), tự sát bằng cách treo cổ.  Lưu trữ ngày 1 tháng 3 năm 2012 tại Wayback Machine
- Kevin White, 82, chính trị gia Mỹ.

### 26
- Ian Abercrombie, 77, diễn viên Anh (Seinfeld, Wizards of Waverly Place, Birds of Prey).
- Dimitra Arliss, 79, diễn viên Mỹ (The Sting, General Hospital, Xanadu), biến chứng từ đột quỵ. [liên kết hỏng]
- Iggy Arroyo, 60, chính trị gia Philippines, tim ngừng đập.  Lưu trữ ngày 24 tháng 9 năm 2015 tại Wayback Machine
- M. O. H. Farook, 74, chính trị gia Ấn Độ.

### 25
- Paavo Berglund, 82, nhạc trưởng Phần Lan.  (tiếng Phần Lan)
- Veronica Carstens, 88, đệ nhất phu nhân (1979–1984) Đức.  (tiếng Đức)
- Carlos Escarrá, 57, chính trị gia Venezuela, nhồi máu cơ tim.  Lưu trữ ngày 29 tháng 1 năm 2012 tại Wayback Machine
- Emil Hossu, 70, diễn viên Romania, tim ngừng đập.  (tiếng Romania)
- Mabel Manzotti, 73, diễn viên Argentina (Besos en la Frente, Vidas robadas), biến chứng từ đột quỵ.  Lưu trữ ngày 3 tháng 1 năm 2013 tại archive.today (tiếng Tây Ban Nha)
- Kosta Tsonev, 82, diễn viên Bulgary.
- Alexandr Zhitinsky, 71, nhà văn Nga.  (tiếng Nga)

### 24
- Sukumar Azhikode, 85, nhà văn, nhà phê bình, nhà diễn thuyết Ấn Độ, ung thư.  Lưu trữ ngày 27 tháng 1 năm 2012 tại Wayback Machine
- James Farentino, 73, diễn viên Mỹ, suy tim.  Lưu trữ ngày 28 tháng 1 năm 2012 tại Wayback Machine
- Stan Mitchell, 67, cầu thủ bóng bầu dục Mỹ (Miami Dolphins), sau khi bệnh kéo dài. [liên kết hỏng]
- W. Allen Pepper, Jr., 70, thẩm phán liên bang Mỹ, nhồi máu cơ tim. [liên kết hỏng]

### 23
- Amal Bose, 75, diễn viên Bangladesh [liên kết hỏng]
- Yardena Cohen, 101, vũ công, biên đạo múa Israel.  Lưu trữ ngày 27 tháng 1 năm 2012 tại Wayback Machine (tiếng Hebrew)
- Sadahiro Kojima, 60, người đào tạo ngựa đua Nhật.  (tiếng Nhật)
- Charla Krupp, 58, tác giả Mỹ, ung thư vú.  Lưu trữ ngày 25 tháng 1 năm 2012 tại Wayback Machine

### 22
- Jim Irwin, 77, người bình luận thể thao Mỹ (WTMJ), lồng tiếng trong Green Bay Packers, biến chứng từ ung thư thận.  Lưu trữ ngày 3 tháng 3 năm 2012 tại Wayback Machine
- Andy Musser, 74, người bình luận thể thao Mỹ (Philadelphia Phillies, Philadelphia 76ers).
- Joe Paterno, 85, cầu thủ bóng bầu dục Mỹ (Penn State University), ung thư phổi.
- Pierre Sudreau, 92, chính trị gia Pháp, gợi cảm hứng cho nhân vật trong Hoàng tử Bé.  (tiếng Pháp)
- Dick Tufeld, 85, người lồng tiếng Mỹ, lồng tiếng cho Robot B-9 trong Lost in Space.  Lưu trữ ngày 25 tháng 1 năm 2012 tại Wayback Machine

### 21
- Saud Nasser Al-Saud Al-Sabah, 68, chính trị gia Kuwait.  Lưu trữ ngày 28 tháng 1 năm 2012 tại Wayback Machine
- Toyomi Arai, 76, nhà thơ Nhật, suy hô hấp.  (tiếng Nhật)
- Vincenzo Consolo, 79, nhà văn Ý.
- Ernie Gregory, 90, cầu thủ bóng đá Anh.  Lưu trữ ngày 3 tháng 2 năm 2013 tại Wayback Machine
- Gerre Hancock, 77, nhạc công organ Mỹ.
- Irena Jarocka, 65, ca sĩ Ba Lan.  Lưu trữ ngày 24 tháng 1 năm 2012 tại Wayback Machine (tiếng Ba Lan)
- Salma Mumtaz, 85, diễn viên Pakistan, tiểu đường.  Lưu trữ ngày 28 tháng 1 năm 2012 tại Wayback Machine
- Slavko Ziherl, 66, chính trị gia, bác sĩ tâm thần Slovenia.  (tiếng Slovenia)

### 20
- Larry Butler, 69, nhà sản xuất âm nhạc Mỹ.  Lưu trữ ngày 23 tháng 1 năm 2012 tại Wayback Machine
- Etta James, 73, ca sĩ Mỹ ("At Last"), bệnh bạch cầu.
- Nikhat Kazmi, 53, nhà phê bình phim người Ấn Độ.
- Ioannis Kefalogiannis, 79, chính trị gia Hy Lạp.  (Greek)
- Robert Fortune Sanchez, 77, giám mục Mỹ.
- Ioan Ursuț, 53, tội phạm Romania và nhiều lần trốn thoát, tự sát bằng cách treo cổ.  (tiếng Thụy Điển)

### 19
- Rudi van Dantzig, 78, biên đạo múa Hà Lan.  (tiếng Hà Lan)
- Anthony Gonsalves, 84, nhà soạn nhạc cho phim người Ấn Độ, viêm phổi.  Lưu trữ ngày 14 tháng 7 năm 2012 tại archive.today

### 18
- Mel Goldstein, 66, nhà khí tượng học truyền hình Mỹ, multiple myeloma (đa u tủy).  Lưu trữ ngày 27 tháng 11 năm 2012 tại Wayback Machine
- Yevgeny Zharikov, 70, diễn viên Nga (Ivan's Childhood), ung thư.  (tiếng Nga)

### 17
- Aengus Fanning, 69, nhà báo Ireland, biên tập viên Sunday Independent, ung thư.
- Harold Ghosh, 75, cầu thủ cricket Ấn Độ.
- Johnny Otis, 90, ca sĩ-nhạc sĩ R&B Mỹ.
- Piet Römer, 83, diễn viên Hà Lan (Baantjer).  (tiếng Hà Lan)

### 16
- Michael Mussa, 67, nhà kinh tế học Mỹ, nhồi máu cơ tim.
- David Phiri, 74, doanh nhân Zambia.

### 15
- Manuel Fraga Iribarne, 89, chính trị gia Tây Ban Nha.
- Yevgeny Ginzburg, 66, đạo diễn truyền hình Nga, đột quỵ.  (tiếng Nga)
- Homai Vyarawalla, 98, nhà báo ảnh Ấn Độ.

### 14
- Mircea Ciumara, 68, chính trị gia, Bộ trưởng Tài chính Romania, ung thư.  (tiếng Romania)
- Lasse Kolstad, 90, diễn viên Na Uy.  (tiếng Na Uy)
- Txillardegi, 82, nhà văn, chính trị gia Basque.  Lưu trữ ngày 6 tháng 3 năm 2012 tại Wayback Machine (tiếng Tây Ban Nha)

### 13
- Anton Blom, 87, nhà báo Na Uy.  (tiếng Na Uy)
- Lefter Küçükandonyadis, 86, cầu thủ bóng đá Thổ Nhĩ Kỳ, viêm phổi.  (tiếng Thổ Nhĩ Kỳ)
- Miljan Miljanić, 81, cầu thủ bóng đá Serbia.
- Abdollah Mojtabavi, 87, đô vật Iran.  (tiếng Ba Tư)
- Richard Threlkeld, 74, phóng viên Mỹ (CBS News), tai nạn giao thông.
- William Robert Wright, 76, chính trị gia, người viết tiểu sử Mỹ, bệnh Alzheimer.
- Andrzej Krzysztof Wróblewski, 76, nhà báo Ba Lan.  Lưu trữ ngày 6 tháng 10 năm 2014 tại Wayback Machine (tiếng Ba Lan)

### 12
- Bill Janklow, 72, chính trị gia Mỹ, ung thư não.  Lưu trữ ngày 9 tháng 2 năm 2019 tại Wayback Machine
- Hannes Råstam, 56, nhà báo Thụy Điển.  (tiếng Thụy Điển)
- Jim Stanley, 76, cầu thủ bóng bầu dục Mỹ (Oklahoma State Cowboys), ung thư.
- MS-1, 55, đô vật chuyên nghiệp Mexico, tai nạn ô tô.  (tiếng Tây Ban Nha)

### 11
- Frank Cook, 76, chính trị gia Anh, ung thư phổi.
- Gilles Jacquier, 43, nhà báo Pháp, bị tấn công bằng lựu đạn.
- John Madin, 87, kiến trúc sư Anh.  Lưu trữ ngày 13 tháng 1 năm 2012 tại Wayback Machine
- Mostafa Ahmadi-Roshan, 32, nhà khoa học hạt nhân Iran, nổ ô tô.

### 10
- Jean Pigott, 87, chính trị gia, doanh nhân Canada.
- Cliff Portwood, 74, cầu thủ bóng đá, ca sĩ Anh. .
- Mary Raftery, 54, nhà báo Ireland (States of Fear).

### 9
- Bridie Gallagher, 87, ca sĩ Ireland.
- Malam Bacai Sanhá, 64, chính trị gia Guinea-Bissau.
- Pyotr Vasilevsky, 55, cầu thủ bóng đá Belarus.  (tiếng Nga)
- Aldo Zenhäusern, 60, vận động viên khúc côn cầu trên băng Thụy Sĩ.

### 8
- Dave Alexander, 73, ca sĩ nhạc blue, nhạc công piano Mỹ. Lưu trữ ngày 13 tháng 1 năm 2012 tại Wayback Machine
- Dmitry Machinsky, 74, nhà khảo cổ học Nga.  (Russian)
- Alexis Weissenberg, 82, nhạc công piano Pháp.  (tiếng Thây Ban Nha)

### 7
- Ibrahim Aslan, 77, tiểu thuyết gia, người viết truyện ngắn Ai Cập.
- Nitani Hideaki, 81, diễn viên Nhật, viêm phổi.  (tiếng Nhật)

### 6
- Tom Ardolino, 56, người chơi trống Mỹ American (NRBQ).  Lưu trữ ngày 15 tháng 12 năm 2012 tại Wayback Machine
- Bob Holness, 83, người dẫn chương trình Anh sinh tại Nam Phi.
- Danilo Slivnik, 61, nhà báo, tác gia Slovenia, tự sát. [liên kết hỏng]

### 5
- Richard Alf, 59, doanh nhân Mỹ, ung thư tụy.
- Samson H. Chowdhury, 86, doanh nhân Bangladesh.
- Alexander Sizonenko, 52, cầu thủ bóng rổ Nga, người cao nhất thế giới ghi nhận năm 1991.  (tiếng Nga)

### 4
- Kerry McGregor, 37, ca sĩ Anh, ung thư bàng quang.
- Juan Carlos Mendizábal, 60, nhà báo Argentina, ung thư gan.
- Carmen Naranjo, 83, tiểu thuyết gia, nhà thơ Costa Rica, ung thư.  (tiếng Tây Ban Nha)
- Hisako Ōishi, 75, chính trị gia Nhật.

### 3
- Willi Entenmann, 68, cầu thủ bóng đá Đức, nhồi máu cơ tim.  (tiếng Đức)
- Enrique de Melchor, 61, nhạc công guitar flamenco Tây Ban Nha, ung thư.  Lưu trữ ngày 9 tháng 2 năm 2012 tại Wayback Machine
- Stepan Oshchepkov, 77, vận động viên chèo xuồng Nga.  (tiếng Nga)
- Josef Škvorecký, 87, nhà văn Séc, ung thư.  Lưu trữ ngày 18 tháng 5 năm 2012 tại Wayback Machine

### 2
- Ian Bargh, 76, nhạc công piano Canada sinh tại Anh, ung thư phổi.
- Ivan Călin, 76, chính trị gia Moldova.  Lưu trữ ngày 26 tháng 4 năm 2012 tại Wayback Machine (tiếng Nga)
- William P. Carey, 81, doanh nhân Mỹ.
- Yoshihiro Hayashi, 89, golf thủ Nhật.  (tiếng Nhật)

### 1
- Anders Frandsen, 51, ca sĩ Đan Mạch  (tiếng Đan Mạch)
- Kiro Gligorov, 94, chính trị gia Macedonia.
- Carlos Soria, 62, chính trị gia Argentina, bị bắn.
- Yafa Yarkoni, 86, ca sĩ Israel.